# Радіорезистентні організми
Радіорезисте́нтні органі́зми — організми, здатні витримувати високий рівень іонізуючого випромінювання.
Всупереч усталеній думці, багато організмів володіють вражаючою радіорезистентністю. Наприклад, у ході вивчення довкілля, рослин і тварин у зоні відчуження Чорнобильської АЕС було відкрито, що, незважаючи на високий рівень радіації, багато видів непередбачувано вижили.
Бразильські дослідження пагорба в штаті Мінас-Жерайс з природним високим рівнем радіації через поклади урану також показали безліч радіорезистентних комах, червів і рослин.
Деякі екстремофіли, такі як бактерія Deinococcus radiodurans і тихоходи здатні витримати найвищу дозу іонізуючого випромінювання близько 5000 Грей.

## Набута радіорезистентність
Радіорезистентність можна викликати, піддаючи досліджуваний об'єкт невеликим дозам іонізуючого випромінювання. У декількох роботах був описаний такий ефект у дріжджів, бактерій, найпростіших, водоростей, рослин і комах, а також in vitro клітин ссавців і людини, лабораторних тварин. При цьому активується декілька клітинних радіозахисних механізмів, таких як зміна рівня деяких цитоплазматичних та ядерних білків, підвищена експресія генів, репарація ДНК та інші процеси.
Багато організмів володіють механізмами самовідновлення, що активуються при дії радіації при деяких умовах. Два таких процеси самовідновлення у людей описані нижче.
Devair Alves Ferreira отримав велику дозу (7,0 Гр) у ході інциденту в Гоянії і жив, в той час як його дружина, яка отримала дозу 5,7 Гр, померла. Найбільш правдоподібним поясненням цього є те, що свою дозу він отримав невеликими частинами, одержуваними протягом тривалого часу, тоді як його дружина більше знаходилася в будинку і піддавалася тривалій радіації без перерви, даючи механізмам самовідновлення в її тілі менше часу, щоб відновити завдану радіацією шкоду. Також деякі люди, які працювали в підвалах Чорнобильської АЕС, отримали дози до 10 Гр, однак вони отримували їх невеликими частинами, тому гострої дії радіація не мала.
В експериментах з радіобіології було відкрито, що чим більша доза радіації, якою опромінюють групу клітин, тим менше число клітин, що вижили. Крім того, було встановлено, що, якщо опромінювати радіацією клітини, які тривалий час не перебували під її впливом, то радіація менш здатна викликати клітинну загибель. Людське тіло містить безліч типів клітин, і відмирання однієї тканини в життєво важливому органі призводить до його смерті. Багато швидких смертей від радіації (від 3 до 30 днів) відбуваються через втрати клітин, що утворюють клітини крові (кістковий мозок), і клітин травної системи, що формують стінку кишечника.
На наведеному нижче графіку дуга доза / виживання для гіпотетичної групи клітин намальована для випадків, коли клітини мали чи не мали часу для відновлення. Крім часу на відновлення від радіації клітини цих двох груп перебували в однакових умовах.

## Спадкова радіорезистентність
Достеменно встановлено, що радіорезистентність може задаватися генетично і передаватися спадково принаймні у деяких організмів. Heinrich Nöthel, генетик з Вільного університету Берліна, створив найбільш велику роботу по радіорезистентним мутаціям, використовуючи звичайну плодову мушку Drosophila melanogaster, в серії з 14 публікацій.

## Радіорезистентність в радіаційній онкології
Термін «радіорезистентність» іноді використовується в медицині для ракових клітин, що погано усуваються радіотерапією. Радіорезистентні клітини можуть як самі володіти цією властивістю, так і виробляти її у відповідь на радіотерапію.

## Радіорезистентність у різних організмів
У наведеній нижче таблиці дані відомості про радіорезистентність у різних видів. Між даними, отриманими в різних експериментах, існують великі відмінності, так як число використовуваних зразків невелике, крім того, іноді неможливо проконтролювати середовище, в якому отримувалися дані (наприклад, дані для людини були взяті за результатами бомбардування Хіросіми і Нагасакі).
| Організм                   | Летальна доза | LD50                | LD100 | Клас/царство |
| -------------------------- | ------------- | ------------------- | ----- | ------------ |
| Собака                     |               | 3.5 (LD50/30 days)  |       | Ссавці       |
| Людина                     | 4-10          | 4.5                 | 10    | Ссавці       |
| Щур                        |               | 7.5                 |       | Ссавці       |
| Миша                       | 4.5-12        | 8.6-9               |       | Ссавці       |
| Кролик                     |               | 8 (LD50/30 days)    |       | Ссавці       |
| Черепаха                   |               | 15 (LD50/30 days)   |       | Рептилії     |
| Золота рибка               |               | 20 (LD50/30 days)   |       | Риби         |
| Escherichia coli           | 60            |                     | 60    | Бактерії     |
| Прусак рудий               |               | 64                  |       | Комахи       |
| Молюск                     |               | 200 (LD50/30 days)  |       | -            |
| Плодова мушка              | 640           |                     |       | Комахи       |
| Амеба                      |               | 1000 (LD50/30 days) |       | -            |
| Браконідові                | 1800          |                     |       | Комахи       |
| Milnesium tardigradum      | 5000          |                     |       | Eutardigrada |
| Deinococcus radiodurans    | 15000         |                     |       | Бактерії     |
| Thermococcus gammatolerans | 30000         |                     |       | Археї        |

LD50 — середня летальна доза, тобто доза, що вбиває половину організмів в експерименті;

LD100 — абсолютна летальна доза, що вбиває всіх організмів в експерименті.